# Bulbophyllum marovoense
Bulbophyllum marovoense là một loài phong lan thuộc chi Bulbophyllum.